# Icheon Citizen
Icheon Citizen FC (kor. 이천 시민축구단), klub piłkarski z Korei Południowej, z miasta Icheon, występujący w K3 League (3. liga).